# 허큘리스자리 베타
허큘리스자리 베타는 쌍성이며 허큘리스자리에서 가장 밝은 별이며 겉보기 등급이 2.81이다. 이 별은 최대 2.76등급까지 상승할 수 있는 겉보기 등급을 가진 변광성 후보 항성이다.  시차측정에 기초하여, 이 별은 태양으로부터 139 광년 (43 pc)떨어져 있다.
허큘리스자리 베타는 육안으로 볼 때 하나의 별인 것처럼 보이지만, 1899년 7월에 한 미국의 천문학자인 윌리엄 월리스 캠벨이 분광 측정을 통해 그것의 시선속도가 변한다는 것을 발견하고 동반성이 있다는 결론을 내렸다.

## 속성
팔로마 천문대에서는 앙투안 라벨리 등이 1977년 헤일 망원경과의 스펙클 간섭법을 이용해 이 시스템을 해결했다. 히파르코스 위성은 다른 항성에 대한 일차성의 궤도 운동을 관측했고, 이들 측정과 함께 분광 데이터를 이용해 2005년 궤도를 계산했다. 이 제도의 기간은 약 410일이다. 이들은 0.55의 높은 궤도 편심을 갖고 있으며 궤도면은 지구로부터의 시선에 대해 53.8° 경사져 있다.
중심 항성은 G7IIa라는 항성 분류를 가지고 있어 중심부의 수소를 소진하고 주계열에서 진화한 거성임을 보여준다. 질량은 태양의 3배 가까이 되고 반지름은 태양의 17배까지 팽창하고 있다. 이 별 바깥 둘레의 유효 온도는 약 4887K로 G형 별의 노란색 색상을 주고 있다. 2차 별의 질량은 태양 질량의 90%밖에 되지 않는다.

## 명명
허큘리스자리 베타는 바이어 명명법으로 지어진 이름이다.
전통적인 이름은 '클럽 베어러'를 뜻하는 그리스어 코네포러스와 '겨드랑이'를 뜻하는 라틴어 티틸리커스의 합성어인 루틸리커스로 불려지고 있었다. 2016년 국제천문학연합은 별의 이름을 분류하고 표준화하기 위해 별의 이름 작업 그룹(WGSN)을 설립했다. WGSN은 2016년 8월 21일 이 별의 코르노포스라는 이름을 승인했으며 현재 IAU의 항성명 목록에 등록되어 있다.
이 별은 아랍의 고대 천문학에서도 확인할 수 있었다. 1971년 NASA 카탈로그에 따르면 알-나삭 알-샤아미 또는 나삭 샤미야는 이 별의 세가지의 별칭이었다.
동아시아 별자리에서도 "하중"이라는 별이라는 이름으로 관측되었다.

### 동명
USS 루틸리쿠스(AK-113)는 미국 해군의 크레이터급 화물선이다. 이 별의 이름을 따 명명되었다.